# Uhcit Dievjjájávri
Uhcit Dievjjájávri eller Tievjajärvi eller Utsib Tievjajävri är en sjö i Finland. Den ligger i kommunen Enare i landskapet Lappland, i den norra delen av landet, 1 100 km norr om huvudstaden Helsingfors. Uhcit Dievjjájávri ligger 227,7 meter över havet. Omgivningarna runt Uhcit Dievjjájávri är i huvudsak ett öppet busklandskap. Arean är 31,5 hektar och strandlinjen är 2,72 kilometer lång. Sjön  ingår i Neidenälvens huvudavrinningsområde. 